# Luke Flanagan

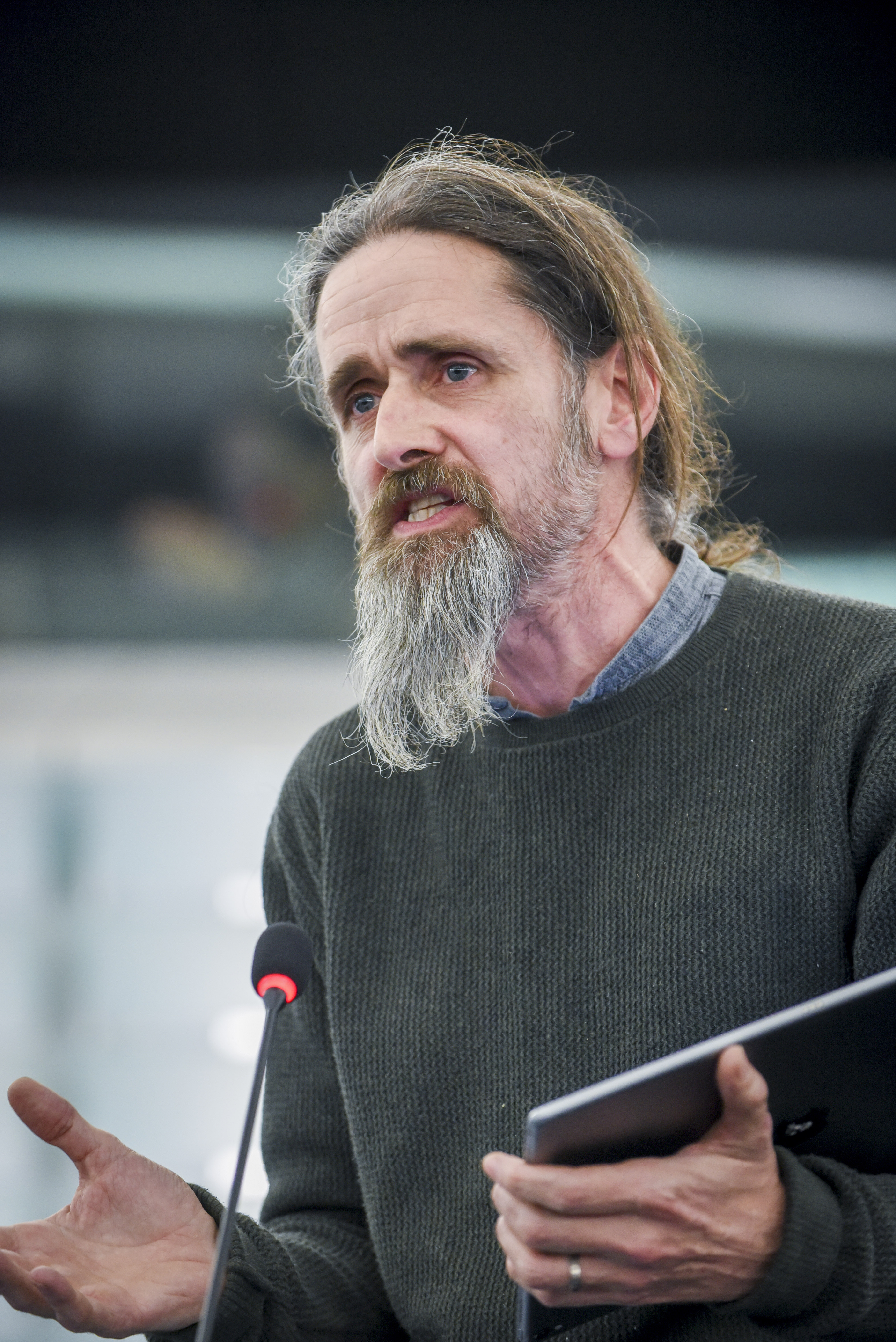
Luke Flanagan, 2020

Luke Ming Flanagan (irisch Lúcás Ming Ó Flannagáin, * 22. Januar 1972 in Roscommon) ist ein irischer Politiker der Konföderalen Fraktion der Vereinten Europäischen Linken/Nordische Grüne Linke.

## Leben
Von 2004 bis 2011 war Flanagan Mitglied im Stadtrat von Roscommon. Von 2010 bis Februar 2011 war er Bürgermeister von Roscommon. Von Februar 2011 bis Mai 2014 war Flanagan unabhängiger Abgeordneter im Dáil Éireann. Er ist seit 2014 Abgeordneter im Europäischen Parlament. Dort ist er Mitglied im Ausschuss für Landwirtschaft und ländliche Entwicklung und in der Delegation für die Beziehungen zu Afghanistan.
Den Beinamen Ming trägt er nach der Figur Ming the Merciless („Ming der Gnadenlose“) aus der Serie Flash Gordon, dessen Haar- und Bartschnitt er übernahm.